# Challenge national de futsal 2007-2008
Navigation
2008-2009
Le Challenge national de futsal 2007-2008 est la première édition du Championnat de France de futsal.
La compétition comprend 18 clubs, répartis en deux groupes de neuf. Le Roubaix Futsal remporte le premier titre de champion de l'histoire.

## Clubs participants
Pour la première édition, la Fédération française de football retient dix-huit clubs issus des cinq Ligues régionales les plus compétitives. Le FC Erdre est aussi invité en tant que finaliste de la Coupe de France,,.
| Ligues régionales | Alsace                            | Lorraine                      | Paris Île-de-France                                                                    | Nord-Pas-de-Calais                                                  | Rhône-Alpes                                                                    | Atlantique |
| ----------------- | --------------------------------- | ----------------------------- | -------------------------------------------------------------------------------------- | ------------------------------------------------------------------- | ------------------------------------------------------------------------------ | ---------- |
| Clubs             | - Strasbourg ASMCU - MJC Pfastatt | - Jorky FC - US Bassin Longwy | - Créteil AS - Kremlin-Bicêtre United - Champs AFC - Issy-les-Moulineaux - Garges Ass. | - Roubaix Futsal - La Sentinelle FB - Roubaix SA - Beuvrages Futsal | - Lyon Footzik - AS Charréard - Étoile moulin à vent - Futsal Olympique rivois | - FC Erdre |

## Format
Les deux premières places de chaque groupe sont qualificatives pour la phase finale.

## Compétition

### Poule A
Le Roubaix Futsal emporte la poule A à la différence de buts.
| Rang | Équipe           | Pts | J | G | N | P | Bp | Bc | Diff |
| ---- | ---------------- | --- | - | - | - | - | -- | -- | ---- |
| 1    | Roubaix Futsal C | 29  | 8 | 7 | 0 | 1 | 48 | 17 | +31  |
| 2    | Lyon Footzik     | 29  | 8 | 7 | 0 | 1 | 50 | 28 | +22  |
| 3    | La Sentinelle FB | 26  | 8 | 6 | 0 | 2 | 52 | 32 | +20  |
| 4    | Créteil AS F     | 23  | 8 | 5 | 1 | 1 | 41 | 34 | +7   |
| 5    | Champs AFC       | 20  | 8 | 4 | 0 | 4 | 44 | 34 | +10  |
| 6    | AS Charréard     | 15  | 8 | 2 | 1 | 5 | 42 | 35 | +7   |
| 7    | FC Erdre F       | 12  | 8 | 1 | 2 | 4 | 40 | 35 | +5   |
| 8    | Strasbourg ASMCU | 10  | 8 | 1 | 0 | 7 | 31 | 49 | -18  |
| 9    | Jorky FC         | 8   | 8 | 0 | 0 | 8 | 13 | 97 | -84  |

Abréviations
- qualifié pour la phase finale
- F : Un match perdu par forfait

Points
- G : 4 points
- N : 2 points
- P : 1 point

Le FC Erdre mène le classement pendant les premières journées mais encaisse une lourde défaite chez le Roubaix Futsal (10-0) et perdent par forfait à Lyon Footzik, les deux futurs finalistes.

### Poule B
Kremlin-Bicêtre United remporte la poule B.
| Rang | Équipe                 | Pts | J | G | N | P | Bp | Bc | Diff |
| ---- | ---------------------- | --- | - | - | - | - | -- | -- | ---- |
| 1    | Kremlin-Bicêtre United | 27  | 8 | 6 | 1 | 1 | 36 | 18 | +18  |
| 2    | Roubaix SA             | 25  | 8 | 5 | 2 | 1 | 42 | 19 | +23  |
| 3    | Issy-les-Moulineaux    | 24  | 8 | 5 | 1 | 2 | 39 | 30 | +9   |
| 4    | Étoile moulin à vent   | 24  | 8 | 5 | 1 | 2 | 43 | 31 | +12  |
| 5    | Garges Ass.            | 20  | 8 | 4 | 0 | 4 | 41 | 40 | +1   |
| 6    | Beuvrages Futsal       | 17  | 8 | 2 | 3 | 3 | 50 | 40 | +10  |
| 7    | FO rivois              | 15  | 8 | 2 | 1 | 5 | 32 | 53 | -21  |
| 8    | MJC Pfastatt           | 9   | 8 | 1 | 0 | 6 | 27 | 48 | -21  |
| 9    | US Bassin Longwy       | 9   | 8 | 1 | 1 | 3 | 17 | 48 | -31  |

- G : 4 points
- N : 2 points
- P : 1 point

## Finale
Lyon Footzik Futsal  perd la Finale du Challenge national dans les dernières secondes après avoir largement mené face à Roubaix Futsal (7-6).

## Pages connexes
- Championnat de France de futsal
- Équipe de France de futsal FIFA
- Coupe de France de futsal 2007-2008